# 時代錯誤
時代錯誤（じだいさくご、英: anachronism アナクロニズム）とは、時勢、つまりその時代の傾向に合わないこと。特に、時代に遅れた古い考えや行動についていう。「アナクロ」とも。

## 概説
時代錯誤とは、時代の異なるものを他の時代のものと混同してしまうこと。または、気づいていても心理的にそれを受け入れられなかったり、既に過去のものとなったやり方などに固執するなど、時代の流れに逆行していること。
なお時代錯誤の「錯誤」とは、認識と事実とが一致していない状態のことである。
コトバンクが掲載している『四字熟語を知る辞典』では次のような文章が例文として挙げてある。
王という存在が、そもそも時代錯誤なんだね。伝統というより無知からくる単なる習俗が、権力らしいものを保たせているだけだ（出典 : 北杜夫『さびしい王様』1969年）
また、例文中に言及される王制については、英語圏でも時代錯誤だとしばしばと指摘されている。
英語のanachronismeは、主たる意味は日本語の「時代錯誤」と同等であるが、逆向きの意味、つまり遠い過去のものごとを分析する時に、間違えて現代のものごとを持ち込んでしまうような失敗も指している。歴史学では「アナクロニズム」は、遠い昔の社会や出来事を分析する時に、近年登場したものを当時普遍的なものであるかのように誤り、それを土台に分析したり論じたりしてしまう分析法のことである。それは、当時存在していなかったものを基準にしているわけであり、「存在しないものを基準に判断する」ということは、過去の時代のことを分析する場合でも（現代のことを分析する場合と同様に）誤ったことである。

## フィクション
時代劇での時代錯誤（アナクロ）として、時代劇の劇中に現代の文物を間違えて登場させるという行為がある。
現代劇での時代錯誤（アナクロ）として、たとえば近年の社会問題を描くドラマにおいて、現代社会についての認識が古い脚本家が担当することとなり、その脚本家がすでに消滅した昔の社会制度や人間関係などをもとに、社会制度や人間関係の描写を脚本中でしてしまうことや、それがそのままドラマ化されたり放送されてしまうことが挙げられる。
テレビのフィクション作品では、時代錯誤に視聴者も気づくだろうと承知の上であえて故意に時代錯誤（アナクロ）をやってみて、その「おかしさ」（面白さ）を楽しませる番組もある。
「タイムスリップもの」では、その多くがアナクロを楽しむのが作品の基本となっている。たとえば半村のSF小説『戦国自衛隊』（公表年が1971年とすでに古い作品だが）では戦国時代に1970年当時の自衛隊がタイムスリップしたら...というありえない想定をして妄想を広げて作家自身が楽しみ読者も楽しませ、映画化もした。近年の作品では、たとえば2015年から掲載されたえすとえむによる漫画作品『いいね!光源氏くん』が平安時代の貴族が現代に現れるという、ありえない時代錯誤をさせて、物語の登場人物の"光源氏くん"のセリフも行動も意図的にアナクロ満載の状態にさせて読者を楽しませ人気となり、NHKのドラマにもなった。